# Яр Лиманський
Яр Лиманський (Балка Лиманська) — балка (річка) в Україні в Ізюмському районі Харківської області. Ліва притока річки Осколу (басейн Дону).

## Опис
Довжина річки 17  км., похил річки — 2,2 м/км. Площа басейну 107 км². Формується багатьма ярами та загатами. На деяких ділянках балка пересихає.

## Розташування
Бере початок в урочищі Верхня Журавка. Спочатку тече на південний захід через село Борівську Андріївку, а потім — на північний захід і на південно-західній стороні від села Новоплатонівки впадає у річку Оскіл (Оскільське водосховище), ліву притоку Сіверського Донця

## Цікаві факти
- У пригирловій частині балку перетинає автошлях витоку річки пролягає автошлях Р79[3] (регіональний автомобільний шлях в Україні, E105 М18 — Сахновщина — Ізюм — Борова — Куп'янськ — Дворічна — Піски. Проходить територією Берестинського, Лозівського, Ізюмського, Куп'янського районів Харківської області.).
- У XX столітті на балці існували молочно,-птице,- вівце-тваринні ферми (МТФ, ПТФ, ВТФ), природні джерела та декілька газових свердловин[2].